# 召喚圖板
《召喚圖板》是一款日本Gungho線上娛樂開發的智慧型手機遊戲，其平台包括iOS和Android，於2014年2月開始營運。

## 棋寵
棋寵為此遊戲稱呼玩家擁有角色之特殊名詞。

## 發行平台
- Android 4.1.0或更高版本。
- iOS 7.0 或更高版本。

## 外部連結
- 召喚圖板官方網站 （页面存档备份，存于）（日語）
- 召喚圖板中文官方網站 （页面存档备份，存于）（繁體中文）（繁體中文）
- 召喚圖板官方的X（前Twitter）（日語）
- YouTube上的サモンズチャンネル頻道（日語）
- 召喚圖板中文官方的Facebook專頁（繁體中文）（繁體中文）
- サモンズボード - Google Play の Android アプリ （页面存档备份，存于）（日語）
- サモンズボードを App Store で - iTunes - Apple （页面存档备份，存于）（日語）
- 召喚圖板(Summons Board)- Google Play Android 應用程式 （页面存档备份，存于）（繁體中文）（繁體中文）
- 召喚圖板(SummonsBoard) on the App Store - iTunes - Apple （页面存档备份，存于）（繁體中文）（繁體中文）